# Krunoslav Jurčić
Krunoslav »Kruno« Jurčić, hrvaški nogometaš in trener, * 26. november 1969, Ljubuški, Jugoslavija. 
Krunoslav Jurčić je nekdanji hrvaški reprezentant, ki je z reprezentanco naših južnih sosedov na SP v Franciji leta 1998 osvojil bronasto medaljo. Od leta 2012 do leta 2013 trener kluba Dinamo Zagreb v hrvaški ligi, od 29.avgusta leta 2015 pa do februarja 2016 je bil trener najbolj uspešnega slovenskega kluba NK Maribor v  1.SNL.